# Johan Frederik van Vredenburch
Jhr. Johan Frederik van Vredenburch ('s-Gravenhage, 17 januari 1830 − Rijswijk, Huis Overvoorde, 17 mei 1882) was een Nederlands bestuurder.

## Biografie
Van Vredenburch was een telg uit het regentengeslacht Van Vredenburch en een zoon van bestuurder jhr. mr. Johan Willem van Vredenburch (1782-1849) en Maria Adriana van der Pot, vrouwe van Groeneveld (1795-1861). Hij trouwde in 1871 met Anna Henriette Elisabeth Völcker (1849-1888), telg uit het geslacht Völcker, met wie hij vijf kinderen kreeg, onder wie de diplomaat jhr. dr. Carel Gerard Willem Frederik van Vredenburch (1874-1927). Hij was een broer van de Rijswijkse burgemeester jhr. mr. Jacob van Vredenburch (1821-1850).
Vanaf 1853 was Van Vredenburch hoofdingeland van Delfland om er vanaf 1861 hoogheemraad te worden, en van 1870 tot 1881 bekleedde hij er de hoogste functie van dijkgraaf waarmee hij bijna 30 jaar aan Delfland was verbonden. Vanaf 1858 was hij tevens voorzitter van de Noordpolder en de Schaapweipolder. Van 1865 tot zijn overlijden was hij lid van Provinciale Staten van Zuid-Holland, en voorts gemeenteraadslid van zijn woonplaats Rijswijk.
Van Vredenburch overleed in 1882 op 52-jarige leeftijd op het familiehuis.